# An Qi
An Qi (en xinès: 安琦) va néixer a Dalian el 21 de juny de 1981 i és un exfutbolista xinès que feia de porter. An Qi va debutar en el futbol el 1999 al Guangzhou Songri. Va ser internacional amb la Selecció de futbol de la Xina des de 2001 fins al 2002, on va jugar la Copa Mundial de Futbol de 2002.

## Clubs
| Club             | País | Any         |
| ---------------- | ---- | ----------- |
| Guangzhou Songri | Xina | 1999        |
| Dalian Shide     | Xina | 2000 - 2004 |
| Dalian Changbo   | Xina | 2005        |
| Xiamen Lanshi    | Xina | 2006 - 2007 |
| Changchun Yatai  | Xina | 2007 - 2010 |